# Ben Te'o

a Compétitions nationales et continentales officielles uniquement.

b Matchs officiels uniquement.
Ben Te'o, né le 27 janvier 1987 à Auckland (Nouvelle-Zélande), est un joueur de rugby à XIII samoan évoluant au poste de deuxième ligne. Au cours de sa carrière, il a connu la sélection des Samoa avec qui il a disputé la Coupe du monde 2008. En club, il a débuté professionnellement avec les Wests Tigers avant de rejoindre les Brisbane Broncos puis les South Sydney en National Rugby League.
En 2014, il s'engage avec le club irlandais de rugby à XV du Leinster. Il joue actuel avec le club anglais des Worcester Warriors. En 2016, il intègre l'équipe d'Angleterre de rugby à XV pour la tournée en Australie. Il ne joue cependant aucun match à l'occasion de cette tournée.

## Son enfance
Ben Te'o est né en Nouvelle-Zélande, son père est samoan et sa mère est anglaise. Il fait sa formation au rugby à XIII à l'« Hibiscus Coast Raiders », devient membre de l'équipe de Nouvelle-Zélande des moins de seize ans ainsi que de l'équipe de Nouvelle-Zélande junior. A 17 ans, il déménage en Australie à Gold Coast et poursuit sa formation de rugby à XIII au « Keebra Park State High School ».

## Rugby à XIII

### Wests Tigers
Lors de la saison 2007, Te'o fait ses débuts en National Rugby League avec les Wests Tigers contre les St George Illawarra Dragons et inscrit son premier essai contre les New Zealand Warriors la semaine suivante. Il fait lors de cette première saison en NRL quatorze apparitions pour deux essais inscrits.
En septembre 2007, il est sélectionné dans l'équipe de Nouvelle-Zélande junior mais ne prend pas part à leur tournée en Grande-Bretagne,. Lors de la saison 2008, il prend part à vingt-deux rencontres en NRL pour huit essais.
Il est appelé en équipe des Samoa en raison des origines de son père pour la Coupe du monde 2008 qui se déroule en Australie. Non sélectionné lors des deux premières rencontres, il fait ses débuts lors du troisième match contre la France et y inscrit deux essais le 9 novembre 2008.

### Brisbane Broncos
Te'o s'engage avec les Brisbane Broncos lors de la saison 2009,. Rapidement titularisé au poste de deuxième ligne, il reste quatre années pour y disputer 75 matchs et inscrire 28 essais.
Ses performances à Brisbane l'amènent à prendre part à l'une des affiches de rugby à XIII que sont le State of Origin avec le Queensland après avoir prêté allégeance à la sélection australienne.

### South Sydney Rabbitohs
Ben T'eo rejoint les South Sydney Rabbitohs en 2013 au sortir de sa meilleure saison avec Brisbane. Il devient titulaire également, continue d'être appelé au State of Origin ainsi qu'en sélection australienne, sans toutefois parvenir à disputer un match avec cette dernière.
En 2013, Te'o fait l'objet d'une plaine d'une femme pour agression, celui-ci conteste et cette plainte fut classée sans suite. Il dispute les trois matchs du State of Origin 2013, permettant au Queensland de poursuivre leur série de victoires dans cette opposition au nombre de huit d'affilée.
En 2014, il inscrit en demi-finale un essai contre les Sydney Roosters permettant aux Roosters de gagner. Il dispute ensuite la finale et y obtient son premier titre de NRL. Il avait annoncé en juin 2014 qu'il s'agissait de sa dernière saison aux Rabbitohs.

## Rugby à XV

### Leinster
Le 12 août 2014, Leinster annonce la signature de Ben T'eo après la saison de NRL. Lors de son premier match, il se casse le bras

### Worcester Warriors
Le 22 décembre 2015, Teo s'engage avec le club anglais des Worcester Warriors dans l'Aviva Premiership.